# Фран Ґалович
Фран Ґалович (хорв. Fran Galović; 20 липня 1887, Петеранець — 26 жовтня 1914, Раденкович, Сербія) — хорватський поет, прозаїк, драматург та театральний критик, представник хорватського модернізму.

## Біографія
Народився 20 липня 1887 року в селі Петерянець поблизу Копривниці в родині заможного селянина Степана та його дружини Дори (вродженої Яданіч).
Початкову школу відвідував у рідному місті. У 1894 році він поїхав до Загреба, де закінчив навчання у 1906 році. Після цього вступив на славістику та класичну філологію в Загребі, але перервав навчання після виключення з університету за участь у студентському страйку. У 1908 році короткий час навчався в Празі. Того ж року повернувся до Загреба, де після закінчення навчання (1913) працював професором в Другій гімназії в Загребі.
Восени 1914 р. його мобілізували, як запасним юнкером 27-го полку самооборонної піхоти. Брав участь у боях на сербському полі бою, де загинув на початку війни — у віці 27 років. Обставини його смерті не з'ясовані, тому є думки, що це було самогубство, або навмисне попадання під ворожу кулю.
Ґаловича поховали 31 жовтня 1914 року на кладовищі Мирогой.

## Літературна діяльність
Був учасником правого молодіжного руху, заснував і редагував журнал Молода Хорватія (хорв. Mlada hrvatska (1908—1909, 1911)). Його статті, літературна і театральна критика були в різних журналах В'єнац, Хорватська позорніца, Літературні дописи, Побратим, Просвіта (хорв. Vijenac, Hrvatska pozornica, Književni prilozi, Pobratim, Prosvjeta) та ін. до 1942 року.
11 жовтня 1903 року він написав свій перший опублікований вірш, присвячений відкриттю пам'ятника Анте Старчевичу, підписавшись псевдонімом Hrvatski Đak. Деякі з його поетичних творів, зокрема Зеркало (хорв. Zrcalo), Чайльд Гарольд (хорв. Childe Harold) та інші, були включені до антології Хорватська лірика молодих (хорв. Hrvatska mlada lirika, 1914), яка вважається однією з найвпливовіших збірок хорватської поезії.
Вершиною поетичної творчості Ґаловича вважається його діалектна поезія, зокрема цикл З моїх берегів (хорв. Z mojih bregov), написаний у 1913—1914 рр. Повністю цей цикл був опублікований лише у 1925 році в журналі Літературна республіка (хорв. Književna republika) під редакцією Мирослава Крлежи. Він складається з 22 віршів, хоча Ґалович планував створити 30. Вірші впорядковані відповідно до пір року і, використовуючи подравсько-кайкавський діалект, передають атмосферу тривоги, швидкоплинності та самотності.
Ґалович автор переважно коротких прозових творів, з найвідоміших є Зачароване дзеркало (хорв. Začarano ogledalo), Тесть (хорв. Svekar) та Сповідь (хорв. Ispovijed). Найбільшу частину творчості Ґаловича складають драматичні твори: він написав 17 п'єс, 11 залишив незакінченими. Більшість із них було опубліковано лише посмертно у Творах Франа Галовича (1942—1944). З них Тамара (хорв. Tamara), Мати (хорв. Mati), Перед світанком (хорв. Pred zoru), Перед смертю (хорв. Pred smrt), Хвилі (хорв. Valovi) та ін.

### Згадки
На честь Ґаловича з 1994 року організовується літературний фестиваль «Осінь Ґаловича».
У м.Копривниця відкрито бібліотеку та читальню під назвою «Бібліотека та читальня Франа Ґаловича»